# 文森·沙素
文森·沙素(Vincent Julien Sasso，1991年2月16日—），是一名法國的職業足球運動員，司職後衛，現效力於英格蘭足球冠軍聯賽錫周三。

## 榮譽
布拉加
- 葡萄牙聯賽盃: 2012–13

## 外部連結
- Template:Zerozero profile
- 文森·沙素於ForaDeJogo的個人資料
- Vincent Sasso – 法國職業足球聯賽数据 – 支持法语（已存档）
- Nantes official profile （法文）
- Soccerway資料庫：文森·沙素